# Ожеред (пам'ятка природи)
Ожере́д — ботанічна пам'ятка природи місцевого значення в Україні. Розташована в межах Рогатинської міської громади Івано-Франківського району Івано-Франківської області, на південний захід села Добринів.
Площа 7,6 га. Статус надано згідно з рішенням обласної ради від 28.12.1999 року № 237–11/99. Перебуває у віданні Добринівської сільської ради.
Статус надано з метою збереження лучної ділянки з рідкісним для Рогатинського Опілля осередком степової рослинності. Зростають горицвіт весняний, рутвиця мала, льон жовтий, марена рожева, синяк червоний, осока низька, ковила волосиста, осока гірська, чемериця чорна тощо.